# Viaje Medieval en Tierras de Santa Maria

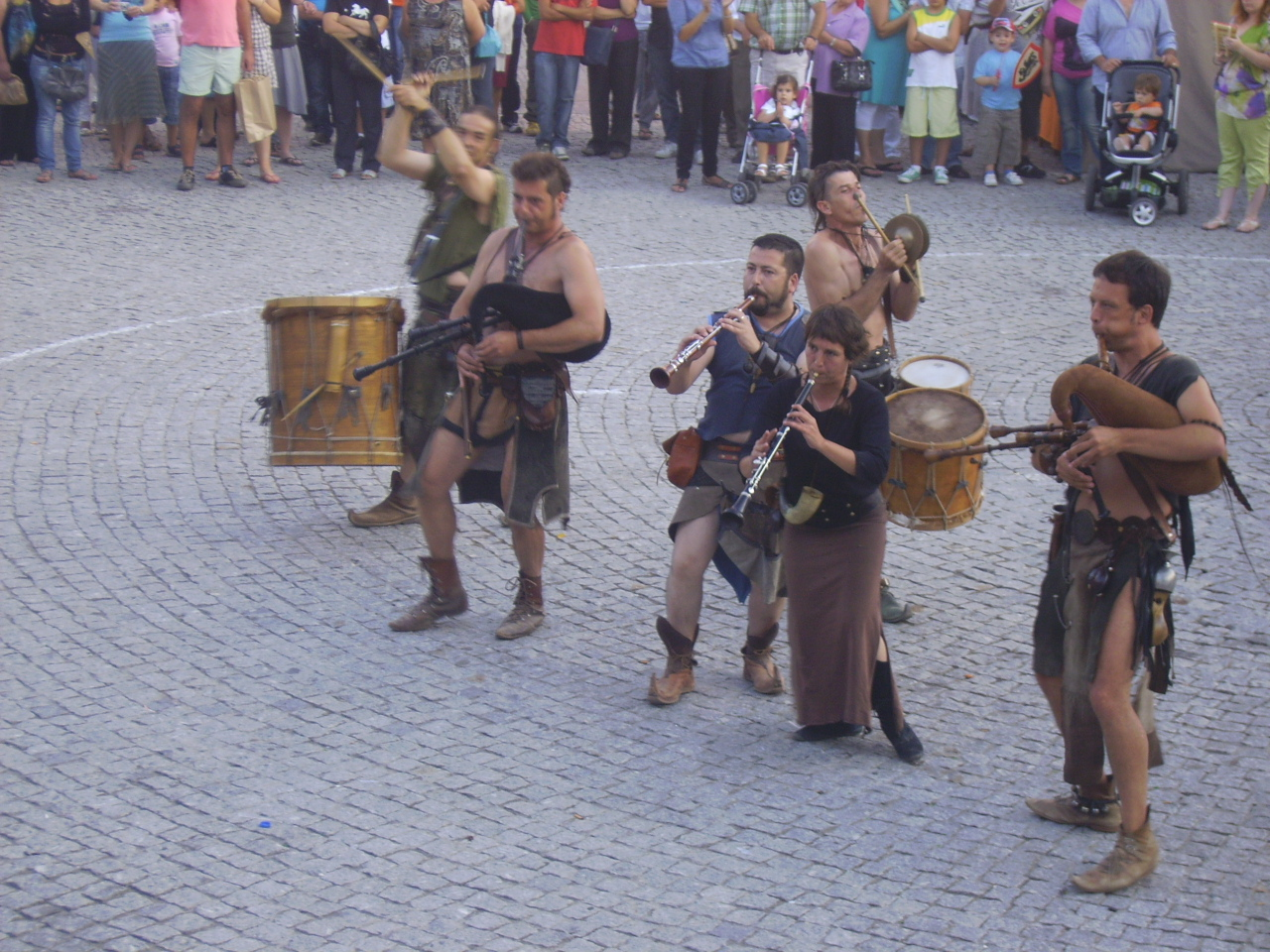
Música Medieval en Santa Maria da Feira

El Viaje Medieval en Tierras de Santa Maria es la más grande recreación medieval de la península ibérica y una de las más grandes de Europa.
Anualmente, Santa Maria da Feira, Portugal, se viste de época y toda la ciudad se transforma para recibir la recreación de un verdadero ambiente de la Edad Media.

## Galería de imágenes

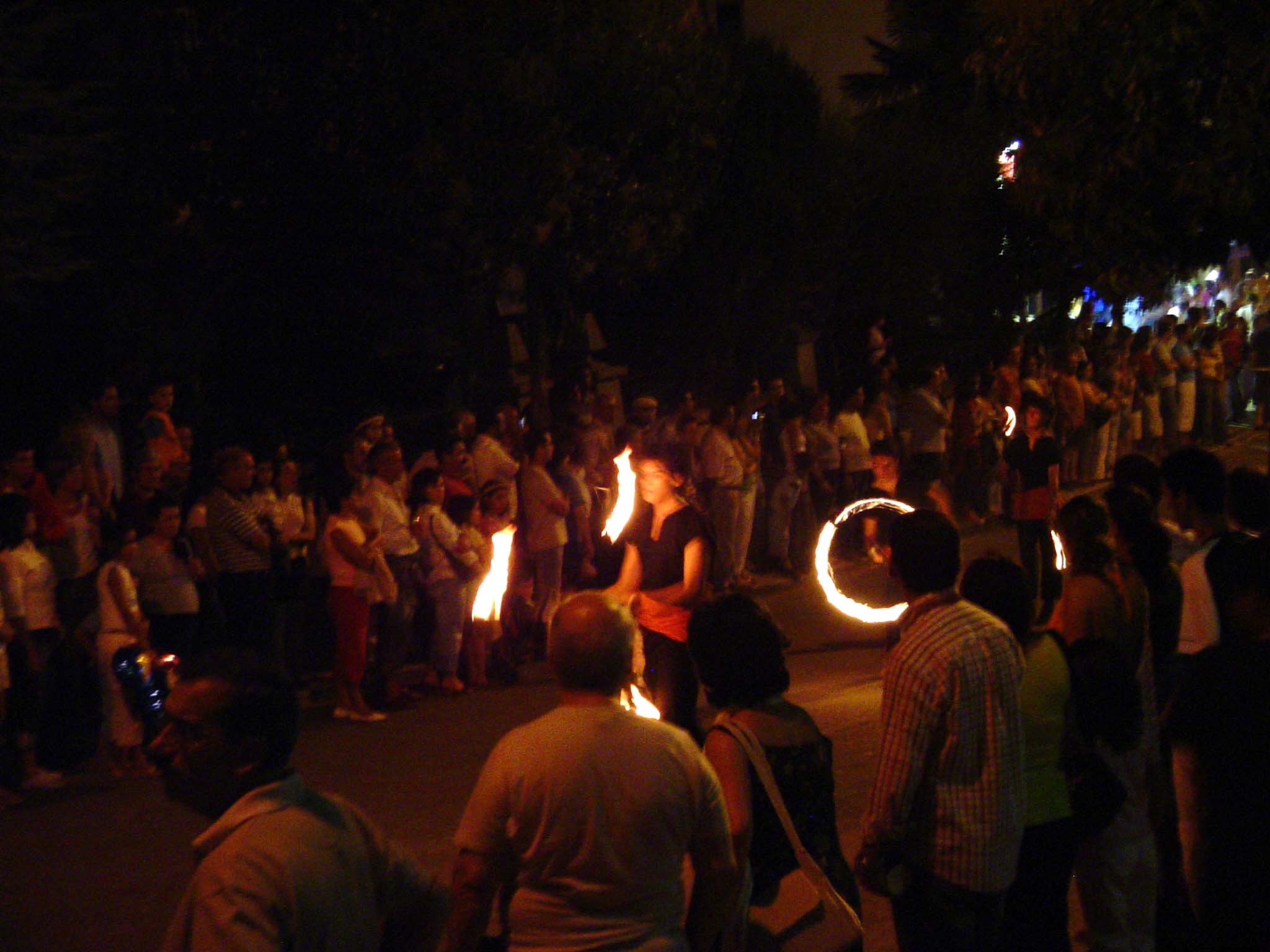
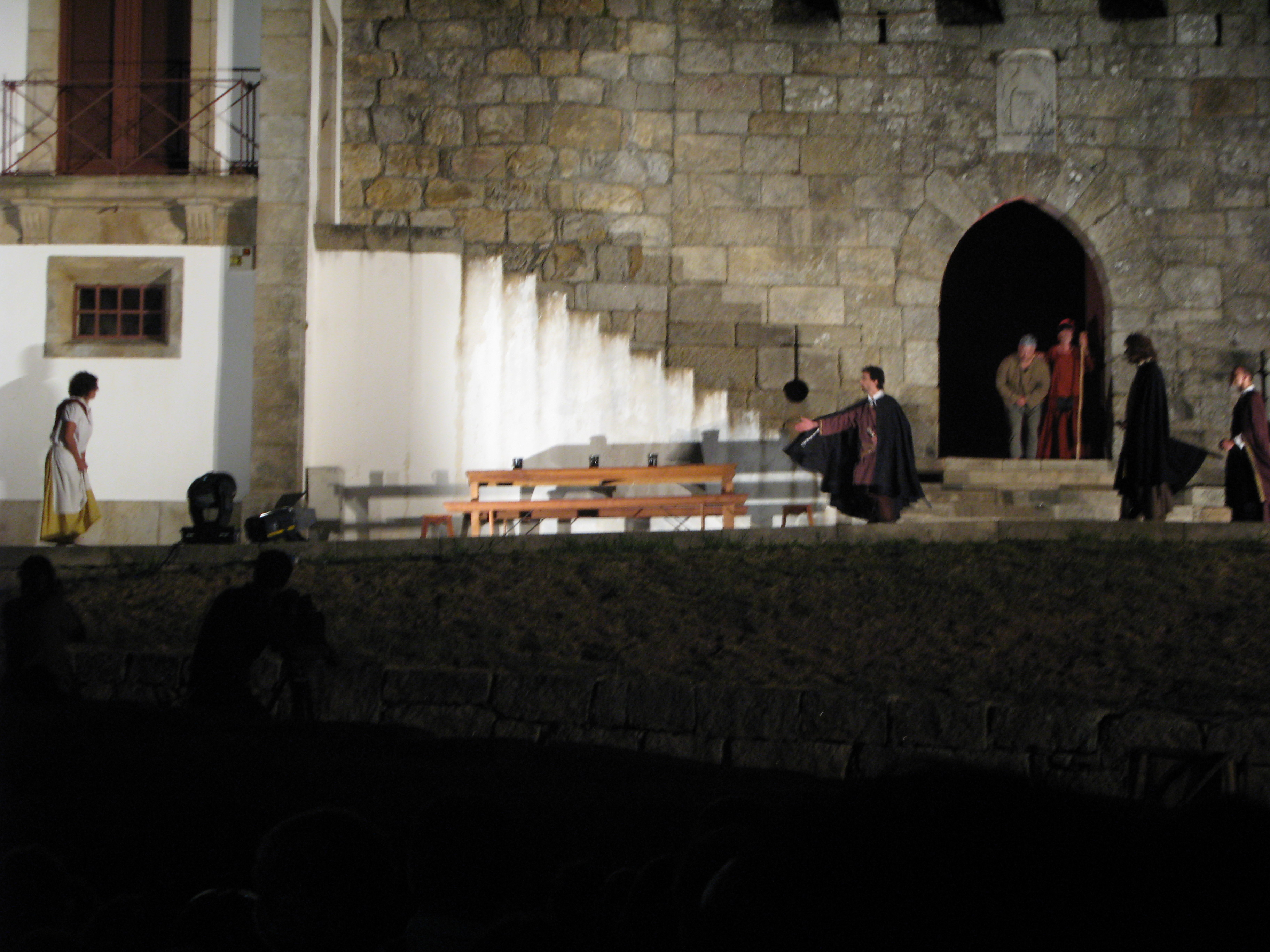
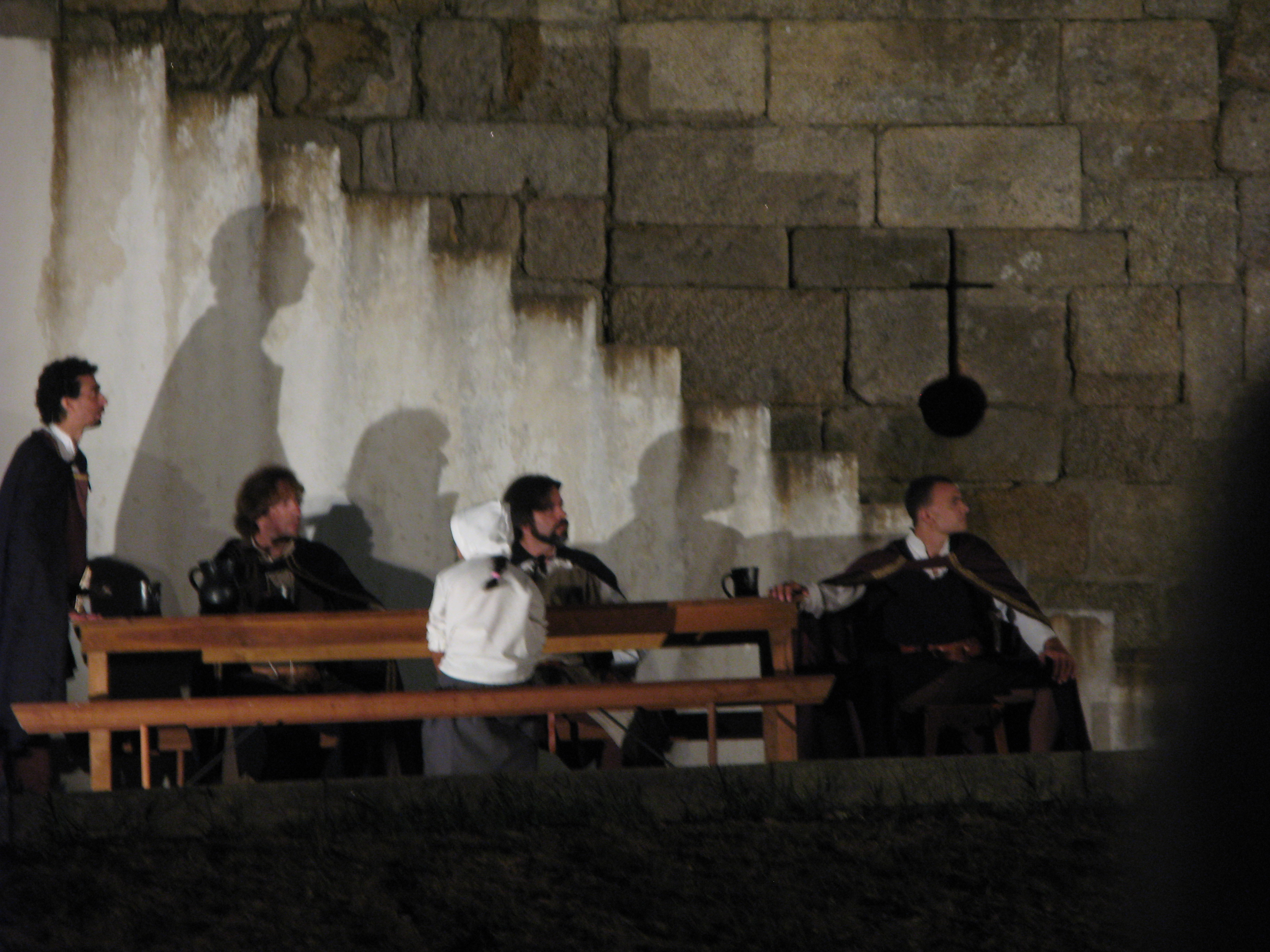
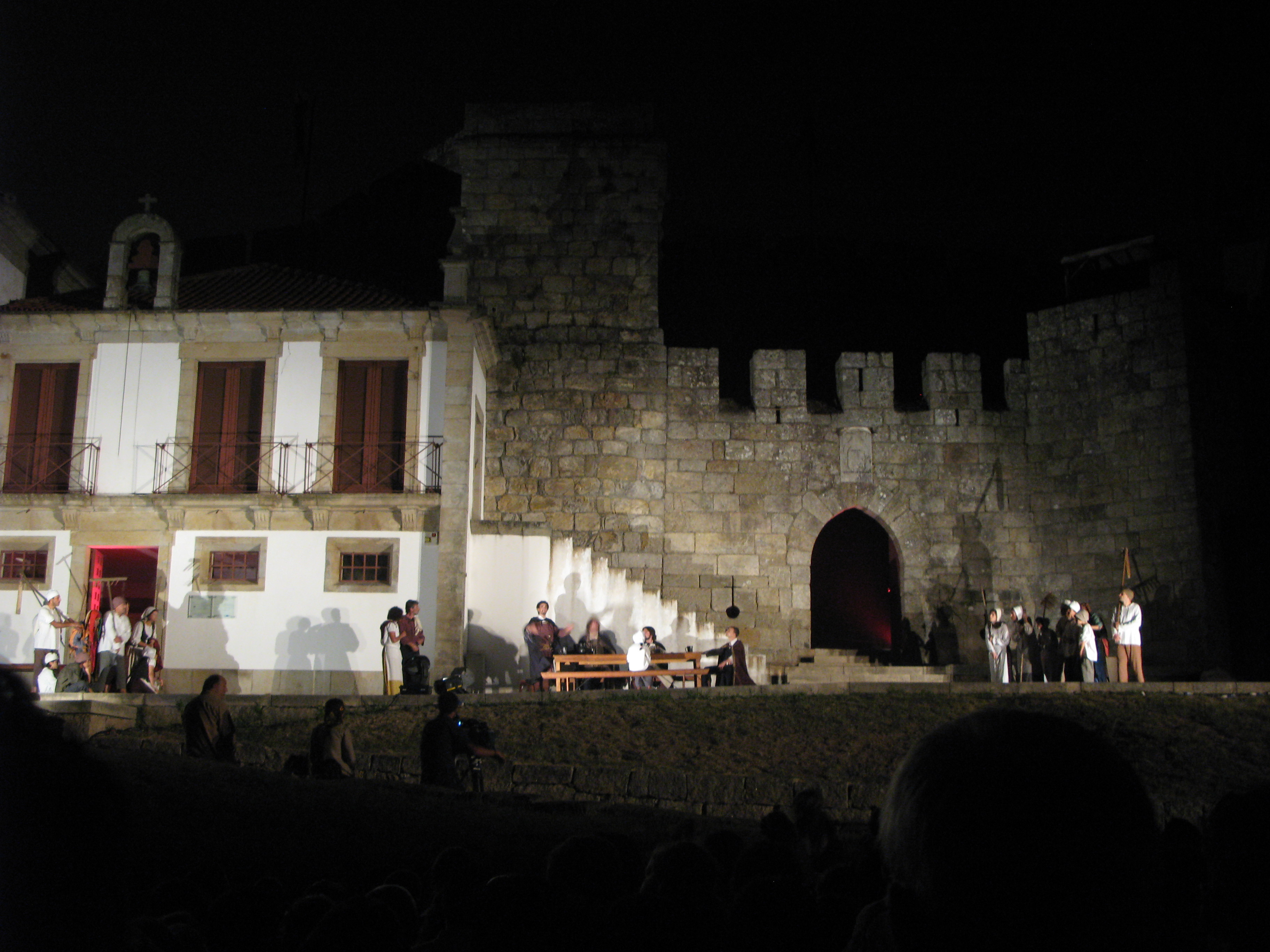